# Бонанса (Арканзас)
Бонанса (англ. Bonanza, Arkansas) — город, расположенный в округе Себасчан (штат Арканзас, США) с населением в 514 человек по статистическим данным переписи 2000 года.

## География
По данным Бюро переписи населения США город Бонанса имеет общую площадь в 3,11 квадратных километров, водных ресурсов в черте населённого пункта не имеется.
Город Бонанса расположен на высоте 167 метров над уровнем моря.

## Демография
По данным переписи населения 2000 года в Бонансе проживало 514 человек, 151 семья, насчитывалось 199 домашних хозяйств и 219 жилых домов. Средняя плотность населения составляла около 160,6 человек на один квадратный километр. Расовый состав города по данным переписи распределился следующим образом: 95,72 % белых, 1,17 % — коренных американцев, 2,92 % — представителей смешанных рас, 0,19 % — других народностей. Испаноговорящие составили 1,95 % от всех жителей города.
Из 199 домашних хозяйств в 26,6 % — воспитывали детей в возрасте до 18 лет, 59,8 % представляли собой совместно проживающие супружеские пары, в 8,5 % семей женщины проживали без мужей, 24,1 % не имели семей. 20,6 % от общего числа семей на момент переписи жили самостоятельно, при этом 9 % составили одинокие пожилые люди в возрасте 65 лет и старше. Средний размер домашнего хозяйства составил 2,58 человек, а средний размер семьи — 2,96 человек.
Население города по возрастному диапазону по данным переписи 2000 года распределилось следующим образом: 23,7 % — жители младше 18 лет, 8,4 % — между 18 и 24 годами, 25,3 % — от 25 до 44 лет, 28,6 % — от 45 до 64 лет и 14,0 % — в возрасте 65 лет и старше. Средний возраст жителей составил 40 лет. На каждые 100 женщин в Бонансе приходилось 113,3 мужчин, при этом на каждые сто женщин 18 лет и старше приходилось 107,4 мужчин также старше 18 лет.
Средний доход на одно домашнее хозяйство в городе составил 30 809 долларов США, а средний доход на одну семью — 37 344 доллара. При этом мужчины имели средний доход в 30 368 долларов США в год против 17 500 долларов среднегодового дохода у женщин. Доход на душу населения в городе составил 13 407 долларов в год. 6,7 % от всего числа семей в округе и 7,8 % от всей численности населения находилось на момент переписи населения за чертой бедности, при этом 9,2 % из них были моложе 18 лет и 11,5 % — в возрасте 65 лет и старше.